# Teodoro Augusto Ramos
Teodoro Augusto Ramos (São Paulo, 26 de junho de 1895 - Rio de Janeiro, 5 de dezembro de 1935) foi um engenheiro-matemático, professor universitário, político e administrador brasileiro.
Insigne incentivador de estudos para o desenvolvimento das Ciências Matemática no Brasil, seus trabalhos e atividades mostram sua preocupação com a educação brasileira. Discípulo de Manuel Amoroso Costa, foi seu continuador no movimento de renovação científica e modernização do ensino superior no Brasil.
Um dos seus mais relevantes serviços à sociedade, no campo da cultura e ciência foi a ativa participação no processo de fundação da Universidade de São Paulo. Fez parte do corpo acadêmico da Escola Politécnica de São Paulo, onde ocupou cargos como Professor Substituto Interino da II Secção. Em 1934, foi nomeado primeiro diretor da recém-criada Faculdade de Filosofia, Ciências e Letras (FFCL). Ainda em 1934, foi incumbido por Armando Sales de Oliveira de viajar à Europa para convidar professores estrangeiros para trabalhar na nascente USP.
Ocupou, ainda, cargos públicos, como o de prefeito da cidade de São Paulo, de 29 de dezembro de 1932 a 1 de abril de 1933, período de grande turbulência para o país.
Foi casado com Luísa Galvão, com quem teve três filhos. Era filho de Augusto Ferreira Ramos, engenheiro conhecido, entre outras coisas, por ser o idealizador do bondinho do Pão de Açúcar, no Rio de Janeiro.
Publicou A teoria da relatividade e os raios espectrais do hidrogênio (1923), Leçons sur le calcule vectoriel (Paris, 1930), Introdução à mecânica dos quanta (conferências, 1931-1932), Estudos; ensino, ciências físicas e matemática (1933), Representação aproximada de uma integral hiperelítica (1933).

## Primeiros anos e formação
Teodoro Augusto Ramos nasceu em 26 de junho de 1895, na cidade de São Paulo.
Realizou o estudo primário e secundário no Ginásio Anglo-Brasileiro, em São Paulo. Mudou-se para o Rio de Janeiro, onde fez o exame de natureza, - nome dado ao exame que permitia o ingresso na graduação na Escola Politécnica do Rio de Janeiro - em 1911, no ‘Gymnasio Petropolis’.
Em 1912, ingressou na Escola Politécnica do Rio de Janeiro, onde formou-se no curso de Engenharia Civil no ano de 1916. Apesar de graduado em Engenharia Civil, seu interesse foi pelas Ciências Matemáticas, estudadas somente nas Escolas de Engenharia até então.
No ano de 1918, com 23 anos de idade, doutorou-se em Ciências Físicas e Matemáticas pela Escola Politécnica do Rio de Janeiro, apresentando a tese “Sobre as Funcções de Variaveis Reaes”.

## Cargos acadêmicos e Escola Politécnica
Foi talvez o mais conhecido dos discípulos de Amoroso Costa.
Logo após a defesa de sua tese, Teodoro conseguiu uma posição acadêmica na Escola Politécnica de São Paulo, onde passou a ministrar aulas. Lecionou a disciplina de Mecânica Racional e foi professor catedrático da cadeira de Vetores, Geometria Analítica, Geometria Projetiva e Aplicação à Nomografia.
Em março de 1918, foi designado para exercer o cargo de Lente Substituto Interinamente da I Secção, que contava com as disciplinas de Matemática Elementar, Geometria Analítica e Cálculo Infinitesimal, situação oficializada apenas no ano seguinte.
Em 1919, transferiu-se para a Escola Politécnica de São Paulo, fato que teria fundamental importância no desenvolvimento da matemática em São Paulo e no Brasil. Teodoro introduziu novos temas nos currículos e deu início a um curso de Cálculo Vetorial, representando uma grande inovação.
Em fevereiro de 1919, teria se inscrito no concurso público para o cargo de Professor Substituto Interino da I Secção da Escola Politécnica de São Paulo, para o qual apresentou o estudo intitulado “Questões sobre as Curvas Reversas”, que se trata de uma continuação do seu trabalho e pesquisa em Matemática. Aprovado em concurso, foi nomeado Professor Substituto Interino, por Decreto do Governo Paulista, de 16 de abril de 1919. Em 25 de Abril de 1919, prestou compromisso e tomou posse do cargo.
Em 16 de janeiro de 1926, Teodoro prestou compromisso e tomou posse do cargo de Professor Catedrático das Cadeiras Reunidas Vetores e Geometria Projetiva e suas Aplicações à Nomografia. Foi nomeado pelo decreto de 2 de Janeiro de 1926. Na época, o ensino de Matemática no país encontrava-se estagnado. Iniciou-se, então, uma intensa modernização dos Programas de Matemática na Escola Politécnica.
Em abril de 1926, foi designado para o cargo de Professor Substituto Interino da II Secção, tendo desistido em fevereiro de 1927.
Além das atividades de docência, Teodoro Augusto Ramos foi também membro da Academia Brasileira de Ciências, na qual tomou posse em novembro de 1918.
Segundo o anuário da Escola Politécnica para o ano de 1932, nesse ano encontrava-se no cargo de Professor da Cadeira n° 2, Geometria Analítica e Projetiva, Nomografia, Cálculo Vetorial.
Nos anos seguintes, tirou licenças da universidade, iniciando uma de seis meses em março de 1930, quando esteve visitando a cidade de Paris, onde ministrou um curso sobre Vetores, que foi publicado pela Librairie Scientifique Albert Blachard, com o título Leçons sur Le Calcul Vectoriel.
Após a tomada do poder federal por Getúlio Vargas, o posicionamento de que os futuros cursos científicos deveriam ser integrados à Escola Politécnica e a atuação de Teodoro Ramos como secretário da Educação e Saúde Pública do estado de São Paulo desde novembro de 1930 garantiram ao professor o apoio da direção da Escola Politécnica para que compusesse, em companhia de Carlos Chagas e de Figueira de Mello, a comissão encarregada de elaborar o Estatuto das Universidades Brasileiras, ainda nos primeiros meses do Governo Provisório.
Assim, no início de 1931, um engenheiro, um médico e um advogado redigiram o primeiro Estatuto para a criação das universidades no Brasil.
Em maio de 1932, por Decreto do Governo Estadual, Teodoro foi nomeado Professor Catedrático da Cadeira Mecânica Racional precedida de Cálculo Vetorial. Posteriormente, foi nomeado Vice Diretor da Escola Politécnica de São Paulo, cargo que não assumiu por desistir da nomeação.

## Vida política
Membro do Conselho Nacional de Educação, depois da Revolução de 1930 foi secretário estadual de Educação e Saúde Pública durante o governo do tenente João Alberto Lins de Barros, interventor federal em São Paulo de novembro de 1930 a julho de 1931.
Desempenhou cargos administrativos no âmbito estadual e federal. Por Decreto Federal de 2 de julho de 1931, foi nomeado pelo chefe do Governo Provisório da República, para membro do Governo Provisório da República, para membro do Conselho Nacional de Educação, pelo prazo de quatro anos. Representou no Conselho o Ensino Superior Estadual Equiparado.
Foi ainda Prefeito da cidade de São Paulo de 29 de dezembro de 1932 a 1 de abril de 1933, período de grande turbulência para o país. Período de transição da República Velha (1889-1930), passando pelo Governo Provisório (1930-1934), com a Revolução Constitucionalista de 1932 para o Estado Novo (1937-1945). No terceiro mês de sua administração, demite-se do cargo por divergir da política de gastos e obras públicas. Em sua carta de demissão, recomenda a suspensão de “todas as obras públicas adiáveis” e a paralisação do “início de obras, salvo as de urgente necessidade para São Paulo”.
Em 1934, transferiu sua residência para o Rio de Janeiro, onde exerceu, por algum tempo, o cargo de diretor do Departamento Nacional de Ensino.
Foi ainda engenheiro-chefe da Comissão de Saneamento da capital de São Paulo e chefe da Comissão de Obras Novas, dirigindo a parte final da construção da adutora de Rio Claro (SP).
Representou o Brasil no I Congresso de Estradas de Rodagem de Washington.

## Faculdade de Filosofia, Ciências e Letras
Em 1934, quando da criação da Universidade de São Paulo, Armando Sales de Oliveira – interventor do Estado e engenheiro formado pela Escola Politécnica – opta pelo projeto idealizado por seu cunhado Julio de Mesquita Filho em parceria com Fernando de Azevedo, Paulo Duarte e Teodoro Ramos. Esse projeto concebia a USP tendo como unidade aglutinadora da instituição a Faculdade de Filosofia, Ciências e Letras e não a Escola Politécnica. Theodoro Ramos, catedrático da Escola Politécnica, foi nomeado como primeiro diretor da recém-criada Faculdade de Filosofia, Ciências e Letras (FFCL). Ainda em 1934, Theodoro Ramos foi incumbido por Armando Sales de Oliveira de viajar à Europa para convidar professores estrangeiros para trabalhar na nascente USP.
Um dos grandes feitos atribuídos a Theodoro Augusto Ramos foi sua missão de contratação, na Europa, dos professores que viriam a compor o quadro docente da futura Faculdade de Filosofia, Ciências e Letras da USP (FFCL). Foi um dos encarregados da contratação de professores para prover as cátedras da nova faculdade, particularmente a chamada Subseção de Matemática. Apesar dos contatos na França, Theodoro optou por contratar italianos para as cátedras de Matemática e Física, tendo o cuidado de recusar nomes de professores italianos ou alemães de tendências fascistas para a cadeira de Ciências Humanas. Os professores franceses foram contratados para as áreas Sociais e Humanas. Satisfazendo as pressões das comunidades alemãs e italianas, foram contratados professores alemães para Ciências Químicas e Biológicas e professores italianos para Matemática e Física. Dessa forma, a partir de 1934, vieram para a FFCL da USP renomados professores europeus, dentre eles os seguintes: Luigi Fantappié, Gleb Wataghin, Fernand Broudel, Paul Arbousse-Bastide, Claude Lévy-Strauss, Ernest Breslau.
Os conflitos entre a Escola Politécnica e a FFCL têm como ponto inicial a contratação do matemático italiano Luigi Fantappié para a cadeira de Complementos de Geometria Analítica, Cálculo Diferencial e Integral e Nomografia, mais conhecida como cátedra de cálculo. Para tanto, o concurso para esta cadeira, em litígio desde o final de 1933, teve que ser suspenso por Armando de Sales Oliveira. O convite feito a Luigi Fantappié em 1935 para que lecionasse cálculo simultaneamente aos alunos da FFCL e da Escola Politécnica teve repercussão negativa entre os professores da Politécnica. Em discursos na Assembléia Legislativa de São Paulo, Mariano Wendel, deputado estadual pelo PRP e professor licenciado da Escola Politécnica, ataca duramente Theodoro Ramos.
Em fevereiro de 1934, Theodoro foi designado, por meio de Decreto, para organizar os Cursos da Escola Politécnica de São Paulo, sem prejuízo dos seus respectivos vencimentos. No mesmo ano, publicou um artigo de destaque nos Annaes da Academia Brasileira de Sciencias, intitulado “Integraes definifas das funcções discontinuas”, que se aproxima de sua tese de doutorado.
Em abril de 1935, reassumiu o exercício de sua cadeira, visto estar terminada a sua comissão junto ao Governo Federal.

## Últimos anos
Em maio do mesmo ano, foi concedido a Theodoro um mês de licença para tratar de sua saúde, pelo Diretor Geral da Secretaria de Estado da Educação e da Saúde Pública. Período no qual passou por constantes problemas de saúde até seu falecimento.
Após perder a sua mãe em 13 de junho de 1935, deixa a vida acadêmica. Em 7 de dezembro de 1935, o Conselho da Faculdade de Farmácia e Odontologia da Universidade de São Paulo resolve, por unanimidade, inserir na ata de seus trabalhos um voto de profundo pesar pelo falecimento do professor Theodoro Ramos.
Faleceu na cidade do Rio de Janeiro, no dia 5 de dezembro de 1935. Além de matemático renomado com a publicação de vários artigos originais na área, exerceu múltiplas atividades. Publicou em Paris o livro Leçons sur le Calcul Vectoriel (1933) e proferiu uma série de interessantes conferências no Rio de Janeiro sobre a Mecânica Quântica. Publicou inúmeros artigos e obras de alcance internacional em renomadas revistas brasileiras, que contavam com colaboradores de diversas partes do globo. Seus artigos de caráter matemático e/ou sobre matemáticos de seu tempo totalizam vinte e um e suas obras em seis. Na esfera da educação, foi membro do Conselho Nacional de Educação, participou da reforma do ensino de Engenharia (1931) e exerceu cargos públicos, especialmente em mandatos-tampão, tendo sido inclusive Prefeito de São Paulo por três meses (1933).

## Análise da importância histórica
Segundo F. M. de Oliveira Castro “com os esforços feitos por oro Ramos não somente um collaborador effectivo, mas tambem um amigo dedicado, associa-se ao luto, de que por, sua morte, se cobrem hoje as classes dos professores e dos engenheiros (...)". Assim, iniciava-se um artigo publicado na Revista Brasileira de Engenharia e escrito por Francisco Venâncio Filho, no ano de 1935.

## Trabalhos publicados
- "Sobre as Funcções de Variaveis Reaes" (1918), sua tese de doutorado. Rio de Janeiro;
- "Questões sobre as curvas reversas" (1926), tese pela qual foi admitido como professor substituto da Escola Politécnica de São Paulo;
- "Integraes definidas das funções discontinuas" (1927). São Paulo: Typographia Brasil de Rothschild;
- "Calculo vectorial" (1930). São Paulo: Editora do Autor;
- "Leçons sur Le Calcul Vectoriel" (1930), curso sobre Vetores, que foi publicado pela prestigiosa Librairie Scientifique Albert Blachard, quando estava como professor-visitante em Paris. Paris: Blachard;
- "Estudos: ensino, sciencias physicas e mathematicas" (1933). São Paulo: Escolas Profissionais do Liceu Coração de Jesus;
- "Integraes definidas das funcções discontinuas" (1934), artigo de destaque nos Annaes da Academia Brasileira de Sciencias.[1]

Revista Brasileira de Engenharia
- "Sobre um problema de estabilidade", n.5, 1922;
- "Um grande luto. Manoel Amoroso Costa", n.6, 1928;
- "Gomes de Souza", n.2, 1929.[1]

Revista Polytechnica de São Paulo
- "Nota sobre as formulas de Stokes e de Ostragradsky", n.62, 1920;
- "Nota sobre uma fórmula de interpolação", n.64, 1920;
- "Vectores Localizados", n. 95 – 96, 1929.[1]

Revista Didactica da Escola Polytechnica (Rio de Janeiro)
- "Mecanica Racional", n.8, 1916;
- "Nota sobre as curvas esphericas reversas", n. 12, 1918;
- "Observações sobre a representação approximada das integraes definidas", n.14, 1918;
- "Nota sobre uma fórmula de interpolação", n.14, 1918;
- "Nota sobre as curvas reversas cujas tangentes pertencem a um complexo linear", n.15, 1919;
- "Alguns resultados sobre a interpolação das funções contínuas", n.15, 1919.[1]

Annaes da Academia Brasileira de Sciencias
- "Notas sobre algumas questões relativas às curvas reversas", n. 4, 5 e 6, 1920;
- "Nota sobre uma fórmula de interpolação", n. 4, 5 e 6, 1920;
- "Sobre um problema de equilíbrio elástico", n.6, 1922;
- "Palavras proferidas em sessão de 25 de junho, commemorativa do primeiro centenario do nascimento de Gomes de Souza", n.3, 1929;
- "Applicação do calculo vectorial ao estudo do movimento de um ponto material sobre uma superfície rugosa e fixa em um meio resistente. Introducção geométrica", n.4, 1933;
- "Sobre a representação approximada de uma integral hyperellíptica", n.4, 1933;
- "Algumas propriedades de uma integral hyperelliptica", n.3, 1934;
- "Integraes definidas das funcções discontinuas", n.3, 1934;
- "A theoria da relatividade e as raias espectraes do hydrogenio", n.3, 1934.[1]

Revista da Academia Brasileira de Sciencias
- "A propósito das notas dos Snrs. Borel e Amoroso Costa", n.1, 1926.[1]

### Textos enquanto ocupou-se do cargo político
- "O café no Brasil e no estrangeiro, Relatório da Commissão das Obras do Saneamento da Capital", apresentado ao Dr. Gabriel Ribeiro dos Santos;
- "Observações sobre a escolha de typos de secções para acqueductos em concreto armado""A indústria cafeeira na América hespanhola"[1]